# Henok Goitom
Henok Goitom (Solna, 22 settembre 1984) è un allenatore di calcio ed ex calciatore svedese naturalizzato eritreo, di ruolo attaccante, tecnico del Degerfors.

## Carriera

### Giocatore

#### Club
Di origine eritrea, è nato in Svezia e ha svolto la trafila giovanile in squadre del circondario di Stoccolma. Prima ancora di esordire in un campionato senior svedese, nell'estate del 2003 è stato ingaggiato dall'Udinese con un contratto triennale.
Ha debuttato in Serie A il 19 febbraio 2005, segnando la rete del definitivo 1-1 contro l'Inter con un colpo di testa al 90º, pochi minuti dopo il suo ingresso in campo.
Quella è rimasta tuttavia la sua unica presenza in campionato con la formazione friulana, che lo ha ceduto in prestito per due stagioni al Ciudad de Murcia, squadra della seconda divisione spagnola. Nel secondo anno di permanenza ha messo a segno 15 reti in 38 presenze, classificandosi quinto tra i marcatori della Segunda División 2006-2007.
Terminato il rapporto con l'Udinese, nella stagione successiva è rimasto a Murcia trasferendosi all'altra squadra cittadina, il Real Murcia, neopromossa in Primera División, con cui ha firmato un contratto quadriennale da 3 milioni di euro complessivi.
Il 15 luglio 2008 Goitom è rimasto in Primera División passando però al Real Valladolid con la formula del prestito con diritto di riscatto a favore del club biancoviola, il quale non è stato poi esercitato anche se il giocatore è stato il miglior marcatore stagionale della squadra con 10 reti all'attivo in campionato. Il 14 luglio 2009 è stato acquistato per 2,2 milioni di euro dall'Almería, che lo ha prelevato appunto dal Real Murcia: al termine della stagione 2010-2011, dopo quattro anni nella massima serie spagnola, Goitom è sceso in Segunda División insieme al club complice la retrocessione.
Nell'agosto 2012 si è svincolato a parametro zero ed è tornato in Svezia, firmando per l'AIK, club con sede nei pressi della zona in cui è cresciuto. Nei suoi primi tre anni e mezzo con la squadra di Solna, il suo rendimento è andato progressivamente migliorando: dopo avere chiuso il campionato 2012 con 1 gol in 9 presenze, ha segnato 8 reti nell'Allsvenskan 2013, 12 nel torneo 2014 e infine 18 gol in 29 partite nell'edizione 2015. In quest'ultima stagione è stato il secondo miglior marcatore del campionato ed è stato eletto miglior giocatore dell'Allsvenskan.
Al termine della stagione 2015, dopo avere totalizzato 40 reti in 93 presenze in tre campionati e mezzo, ha annunciato di non avere raggiunto un accordo con il club per il rinnovo del contratto. Rimasto svincolato per alcuni mesi, il 22 marzo 2016 ha firmato fino a fine stagione con il Getafe, formazione della La Liga spagnola.
Successivamente, tra agosto e ottobre 2016, ha disputato 8 incontri senza segnare nella MLS statunitense con i San Jose Earthquakes.
Il 3 marzo 2017 è stato ufficializzato il suo ritorno all'AIK, nel corso di una conferenza stampa durante la quale è stato presentato insieme al nuovo compagno di reparto Sulejman Krpić.
A partire dalla stagione 2018, in seguito al ritiro forzato di Nils-Eric Johansson avvenuto durante il precampionato, Goitom ha assunto la fascia di capitano.
Al termine di quella stessa stagione, l'AIK ha conquistato il titolo nazionale a nove anni di distanza dall'ultimo successo, anche grazie alle 12 reti in 30 presenze realizzate da Goitom in campionato.
Goitom si è confermato miglior marcatore stagionale dell'AIK anche nei due campionati successivi: nell'Allsvenskan 2019 ha realizzato 11 reti, a pari merito con il compagno di squadra Tarik Elyounoussi, mentre nell'Allsvenskan 2020 ha segnato 8 gol in 29 presenze. All'età di trentasei anni, nel gennaio 2021 ha rinnovato il contratto per un'ulteriore stagione.
Il 4 dicembre 2021, in occasione dell'ultima giornata di campionato e della sua ultima partita in carriera, ha segnato nei minuti di recupero il suo centesimo gol ufficiale con la maglia dell'AIK (in 293 presenze complessive), venendo celebrato al termine della gara.

#### Nazionale
Ha fatto parte della Nazionale svedese Under-21 tra il 2005 e il 2006, prendendo parte alle qualificazioni per gli Europei di categoria.
Nel 2014 ha espresso pubblicamente dure critiche rivolte al CT Erik Hamrén e alla Federcalcio svedese per non essere mai stato convocato, neppure nella Nazionale sperimentale. Goitom lo ha motivato come un atto di ripicca per una vecchia intervista dopo una sconfitta casalinga per 5-0 ai tempi dell'Under-21, in cui criticava l'approccio dell'allenatore dell'epoca.
Nel 2015 ha deciso di rispondere alla convocazione dell'Eritrea. Il 10 ottobre 2015 ha giocato la prima partita per la Nazionale del paese africano, debuttando da titolare nella sconfitta casalinga per 0-2 contro il Botswana, sfida valida per le qualificazioni al campionato del mondo 2018. Tre giorni più tardi, nel match di ritorno, ha segnato la sua prima rete.

### Allenatore
Dopo essersi ritirato dal calcio giocato, nel 2022 ha assunto il ruolo di assistente allenatore della formazione Under-19 del club di cui è stato capitano e simbolo, l'AIK. Il 19 agosto 2022, a seguito dell'esonero del capo allenatore della prima squadra Bartosz Grzelak, Goitom è stato scelto dalla dirigenza per guidare temporaneamente la squadra. Non essendo in possesso di una licenza UEFA Pro, ha potuto ricoprire il ruolo di capo allenatore per soli 60 giorni, poi dal 18 ottobre 2022 è diventato formalmente assistente di un altro allenatore ad interim quale Peter Wennberg, continuando comunque a dirigere di fatto in prima persona la squadra da bordocampo. Nella stagione 2023 è stato a tutti gli effetti assistente, prima del nuovo capo allenatore Andreas Brännström e successivamente del nuovo tecnico Henning Berg. Ha mantenuto il ruolo di assistente anche nella prima parte dell'Allsvenskan 2024 fintanto che, a giugno, le dimissioni di Berg hanno reso Goitom nuovamente capo allenatore ad interim per due partite in attesa che il club scegliesse il nuovo tecnico, il faroese Mikkjal Thomassen. A fine stagione, in scadenza di contratto, ha lasciato il club.
Il 9 luglio 2025 è stato nominato nuovo capo allenatore del Degerfors, formazione che in quel momento occupava il terzultimo posto in Allsvenskan 2025 dopo 14 giornate.

## Statistiche

### Presenze e reti nei club
Statistiche aggiornate al 1º gennaio 2017.
| Stagione                | Squadra                 | Campionato              | Campionato | Campionato | Coppe nazionali | Coppe nazionali | Coppe nazionali | Coppe continentali | Coppe continentali | Coppe continentali | Altre coppe | Altre coppe | Altre coppe | Totale | Totale |
| Stagione                | Squadra                 | Comp                    | Pres       | Reti       | Comp            | Pres            | Reti            | Comp               | Pres               | Reti               | Comp        | Pres        | Reti        | Pres   | Reti   |
| ----------------------- | ----------------------- | ----------------------- | ---------- | ---------- | --------------- | --------------- | --------------- | ------------------ | ------------------ | ------------------ | ----------- | ----------- | ----------- | ------ | ------ |
| 2003-2004               | Udinese                 | A                       | 0          | 0          | CI              | -               | -               | CU                 | -                  | -                  | -           | -           | -           | 0      | 0      |
| 2004-2005               | Udinese                 | A                       | 1          | 1          | CI              | 1               | 0               | CU                 | 0                  | 0                  | -           | -           | -           | 2      | 1      |
| Totale Udinese          | Totale Udinese          | Totale Udinese          | 1          | 1          |                 | 1               | 0               |                    | 0                  | 0                  |             | -           | -           | 2      | 1      |
| 2005-2006               | Ciudad de Murcia        | SD                      | 37         | 8          | CR              | 2               | 1               | -                  | -                  | -                  | -           | -           | -           | 39     | 9      |
| 2006-2007               | Ciudad de Murcia        | SD                      | 38         | 15         | CR              | 1               | 0               | -                  | -                  | -                  | -           | -           | -           | 39     | 15     |
| Totale Ciudad de Murcia | Totale Ciudad de Murcia | Totale Ciudad de Murcia | 75         | 23         |                 | 3               | 1               | -                  | -                  | -                  |             | -           | -           | 78     | 24     |
| 2007-2008               | Real Murcia             | PD                      | 31         | 2          | CR              | 2               | 0               | -                  | -                  | -                  | -           | -           | -           | 33     | 2      |
| 2008-2009               | Real Valladolid         | PD                      | 29         | 10         | CR              | 2               | 1               | -                  | -                  | -                  | -           | -           | -           | 31     | 11     |
| 2009-2010               | Almería                 | PD                      | 21         | 1          | CR              | -               | -               | -                  | -                  | -                  | -           | -           | -           | 21     | 1      |
| 2010-2011               | Almería                 | PD                      | 26         | 1          | CR              | 5               | 2               | -                  | -                  | -                  | -           | -           | -           | 31     | 3      |
| 2011-2012               | Almería                 | SD                      | 31         | 6          | CR              | 1               | 0               | -                  | -                  | -                  | -           | -           | -           | 32     | 6      |
| Totale Almería          | Totale Almería          | Totale Almería          | 78         | 8          |                 | 6               | 2               |                    |                    |                    |             |             |             | 84     | 10     |
| ago.-dic. 2012          | AIK                     | A                       | 9          | 1          | CS              | 1               | 0               | UEL                | 2                  | 1                  | SS          | 0           | 0           | 12     | 2      |
| 2013                    | AIK                     | A                       | 27         | 8          | CS              | 3               | 1               | -                  | -                  | -                  | -           | -           | -           | 30     | 9      |
| 2014                    | AIK                     | A                       | 28         | 12         | CS              | 1               | 1               | UEL                | 4                  | 1                  | -           | -           | -           | 33     | 14     |
| 2015                    | AIK                     | A                       | 29         | 18         | CS              | 4               | 3               | UEL                | 6                  | 6                  | -           | -           | -           | 39     | 27     |
| Totale AIK              | Totale AIK              | Totale AIK              | 93         | 39         |                 | 9               | 5               |                    | 12                 | 8                  |             | 0           | 0           | 114    | 52     |
| mar.-giu. 2016          | Getafe                  | PD                      | 2          | 0          | CR              | -               | -               | -                  | -                  | -                  | -           | -           | -           | 2      | 0      |
| ago.-dic. 2016          | San Jose Earthquakes    | MLS                     | 8          | 0          | -               | -               | -               | -                  | -                  | -                  | -           | -           | -           | 8      | 0      |
| Totale carriera         | Totale carriera         | Totale carriera         | 317        | 83         |                 | 23              | 9               |                    | 12                 | 8                  |             | 0           | 0           | 352    | 100    |

### Cronologia presenze e reti in nazionale
| Cronologia completa delle presenze e delle reti in nazionale ― Eritrea | Cronologia completa delle presenze e delle reti in nazionale ― Eritrea | Cronologia completa delle presenze e delle reti in nazionale ― Eritrea | Cronologia completa delle presenze e delle reti in nazionale ― Eritrea | Cronologia completa delle presenze e delle reti in nazionale ― Eritrea | Cronologia completa delle presenze e delle reti in nazionale ― Eritrea | Cronologia completa delle presenze e delle reti in nazionale ― Eritrea | Cronologia completa delle presenze e delle reti in nazionale ― Eritrea |
| Data                                                                   | Città                                                                  | In casa                                                                | Risultato                                                              | Ospiti                                                                 | Competizione                                                           | Reti                                                                   | Note                                                                   |
| ---------------------------------------------------------------------- | ---------------------------------------------------------------------- | ---------------------------------------------------------------------- | ---------------------------------------------------------------------- | ---------------------------------------------------------------------- | ---------------------------------------------------------------------- | ---------------------------------------------------------------------- | ---------------------------------------------------------------------- |
| 10-10-2015                                                             | Asmara                                                                 | Eritrea                                                                | 0 – 2                                                                  | Botswana                                                               | Qual. Mondiali 2018                                                    | -                                                                      |                                                                        |
| 13-10-2015                                                             | Francistown                                                            | Botswana                                                               | 3 – 1                                                                  | Eritrea                                                                | Qual. Mondiali 2018                                                    | 1                                                                      |                                                                        |
| 4-9-2019                                                               | Asmara                                                                 | Eritrea                                                                | 1 – 2                                                                  | Namibia                                                                | Qual. Mondiali 2022                                                    | -                                                                      |                                                                        |
| 10-9-2019                                                              | Windhoek                                                               | Namibia                                                                | 2 – 0                                                                  | Eritrea                                                                | Qual. Mondiali 2022                                                    | -                                                                      |                                                                        |
| Totale                                                                 |                                                                        | Presenze                                                               | 4                                                                      |                                                                        | Reti                                                                   | 1                                                                      |                                                                        |

## Palmarès

### Club

#### Competizioni nazionali
- Campionato svedese: 1

AIK: 2018

### Individuale
- Miglior giocatore dell'Allsvenskan: 1

2015